# Sam Brás
Die Sam Brás (Kennung A 523) war ein 1942 gebauter Tanker der portugiesischen Marine, den sie 1966 zum Versorgungs- und Unterstützungsschiff umbaute und in Mosambik einsetzte. Das Schiff wurde 1980 abgewrackt.

## Bau und technische Daten
Da Portugal während des Zweiten Weltkriegs über keine eigenen Tanker verfügte und auf gecharterte Schiffe angewiesen war, um die Treibstoffversorgung des Landes sicherzustellen, beauftragte die Marine das Marinearsenal Arsenal do Alfeite in Almada mit dem Bau eines Marinetankers. Für die Werft war dies erst der vierte Neubau, der erste Tanker und lange Zeit auch das größte im Land gebaute Schiff.
Auf der Werft erfolgte die Kiellegung des Neubaus 1941 unter der Baunummer C4, beim Stapellauf am 17. März 1942 erhielt der Tanker den Namen Sam Brás nach dem Heiligen Blasius von Sebaste. Der Tanker war 108,75 Meter lang, 15,50 Meter breit und hatte einen Tiefgang von 5,50 Metern. Er war mit 7375 BRT vermessen und hatte eine Tragfähigkeit von 4500 Tonnen. Als Antrieb diente ein Zweizylinder-Dieselmotor von Burmeister & Wain, der 2820 PS leistete und auf eine Schraube wirkte. Damit erreichte der Tanker eine Geschwindigkeit von 12,0 bis 13,0 Knoten. Die Besatzung bestand aus 49 Mann.

## Geschichte

### Einsatz als Öltanker (1942–1963)
Nach der Indienststellung 1942 war die Sam Brás während des Krieges das einzige portugiesische Schiff, das die Versorgung des Landes mit Treibstoffen sicherstellte. Der Marinetanker pendelte zwischen Portugal und den Karibikinseln Aruba und Curaçao auf den Niederländischen Antillen, wo sich wichtige Erdölraffinerien befanden. Dabei befuhr die Sam Brás Routen abseits der alliierten Geleite, damit deutsche U-Boote sie nicht mit einem alliierten Schiff verwechselten. Ihre Fahrten meldete die portugiesische Marine bei der US-Botschaft in Lissabon an.
Nach dem Zweiten Weltkrieg übernahm der Tanker Kraftstofftransporte auch aus anderen Ländern: Via Mittelmeer und Sueskanal fuhr er in den Persischen Golf nach Bahrain sowie an die Ostküste und über den Panamakanal an die Westküste der Vereinigten Staaten. 1963 wurde die Sam Brás durch den moderneren und größeren Flottentanker São Gabriel (A 5206) ersetzt.

### Unterstützungsschiff für den Einsatz in Mosambik (1969–1975)
1965 wurde der Tanker umklassifiziert und als Unterstützungsschiff eingestuft. Für diese Aufgabe wurde die Sam Brás am 19. Oktober 1966 in die Marinewerft Arsenal do Alfeite verlegt und bis 1969 umfassend umgebaut. Dabei erhielt das Schiff zusätzlich zu seinen Transportkapazitäten Werkstätten für Zimmerei, Metallarbeiten und Mechanik, ein Hospital mit Operationssaal, Behandlungsräumen, Labor, Röntgenraum und zwei Krankenstationen, einen Hubschrauberlandeplatz am Heck für einen mittelgroßen Hubschrauber, zusätzliche Unterkünfte für Truppen in den Bugräumen, mehrere Kräne sowie zwei kleine Landungsboote. Dazu kam eine Bewaffnung mit einem 76,2-mm-Geschütz, zwei 40-mm-Bofors-Geschützen und zwei 20-mm-Oerlikon-Kanonen. Die Ladekapazität betrug nun 3000 Tonnen Dieselkraftstoff, 100 Tonnen Trinkwasser, 50 Tonnen Schmieröle und 40 Tonnen Hubschraubertreibstoff. Die Besatzung bestand aus 100 Mann, die Vermessung fiel auf 6374 BRT.
Am 7. Februar 1970 verließ die Sam Brás Portugal mit dem Ziel Mosambik, musste aber für Reparaturen Madeira anlaufen. Über Kap Verde und Angola erreichte das Schiff am 30. März Lourenço Marques (seit 1975 Maputo). Entlang der mosambikanischen Küste transportierte die Sam Brás bis 1975 Material und Personal der Luftwaffe, der Armee und der Marine zwischen den Häfen Lourenço Marques (Maputo), Nacala, Porto Amélia, Beira, aber auch zu Orten an der Küste ohne Häfen wie Ilha de Moçambique, Inhaca, Palma und Mocímboa da Praia. Während der Fahrten unternahm sie Übungen an Bord und auch mit den transportierten Truppen.
Im Februar 1971 wies die Marineführung den Tanker dauerhaft der Station in Mosambik zu. Am 11. Januar 1972 kollidierte die Sam Brás mit dem britischen Frachtschiff Miguel de Larrinaga aus Liverpool, im Oktober folgte eine Betankungsübung mit der Korvette Jacinto Cândido der João-Coutinho-Klasse. Nach der Unabhängigkeit Mosambiks vom 25. Juni 1975 kehrte die Sam Brás nach Portugal zurück. Sie wurde abgerüstet und diente zunächst noch als Unterkunft. Ab 18. Februar 1980 wurde das Schiff abgewrackt.